# Centrale Memphrémagog
La centrale Memphrémagog est une centrale hydroélectrique située dans la ville de Magog, au Québec. D'une puissance installée de  1,9 mégawatt (MW), la centrale, construite en 1910, est située en zone urbaine, sur la rivière Magog. Elle est la propriété de la ville de Magog et de la ville de Sherbrooke.
Elle est une centrale au fil de l'eau située sur le cours de la rivière Magog, à environ 1,5 km à l'aval de l'embouchure du lac Memphrémagog. Elle a été construite en 1910 par la Dominion Textile afin d'alimenter sa filature de textiles. Elle a été aménagée au cœur de la ville de Magog, un peu en aval d'un ancien barrage construit en 1883.
La centrale est l'usine de tête d'un réseau de 7 centrales hydroélectriques aménagées sur la rivière Magog.
Les villes de Magog et de Sherbrooke ont fait l'acquisition conjointe de la centrale en mai 1992. Toutefois, seul le réseau de distribution municipal de Magog est relié à cette installation de production, par le biais d'un poste de transformation de 2 500 kW installé en 1993,dans le cadre d'une réfection des équipements électriques de l'aménagement.

## Annexe